# Psychotria insueta
Psychotria insueta là một loài thực vật có hoa trong họ Thiến thảo. Loài này được (Dwyer) C.W.Ham. miêu tả khoa học đầu tiên năm 1988.